# Fenylketonurie
Fenylketonurie (Engels: phenylketonuria (PKU)) is een aangeboren stofwisselingsziekte waarbij de omzetting van het aminozuur fenylalanine naar een ander aminozuur tyrosine niet goed kan plaatsvinden. Dit komt doordat het enzym phenylalaninehydroxylase niet goed werkt. De naam van de ziekte is afgeleid van de metaboliet van fenylalanine, fenylpyruvaat, die via de urine wordt uitgescheiden (ICD-10 E70.0).
PKU is een recessief-erfelijke stoornis in de stofwisseling, die voorkomt bij 1 op de 18.000 kinderen. Alleen als beide ouders drager zijn van het PKU-gen, kunnen zij een kind krijgen dat aan PKU lijdt. Als geen van beide ouders zelf lijdt aan PKU maar beide wel drager zijn, is de kans op PKU voor ieder kind 25%.
Bij PKU is het enzym fenylalaninehydroxylase (PAH) dat het aminozuur fenylalanine omzet tot tyrosine, afwezig of onwerkzaam, waardoor dit aminozuur zich in het bloed en het ruggenmergsvocht ophoopt. Hierdoor treedt een chemisch proces op waardoor zenuwcellen beschadigd raken. Dit leidt uiteindelijk tot hersenbeschadiging. Patiënten met onbehandelde PKU (geboren in Nederland voor 1974 toen de hielprik nog niet was ingevoerd) zijn in het algemeen verstandelijk gehandicapt met bijkomende gedragsproblemen, en hebben veel last van moeilijk te behandelen huidaandoeningen, zoals eczeem. Het PAH-gen is gelokaliseerd op chromosoom 12q.

## Behandeling
PKU is goed te behandelen met een levenslang dieet dat weinig eiwitten bevat. Dat houdt in dat er zeer beperkt eiwit kan worden ingenomen per dag. Bij de meeste voedingsmiddelen staat op het etiket de hoeveelheid eiwit aangegeven. Daarnaast moet de zoetstof aspartaam worden vermeden. Aspartaam is een bekende bron van fenylalanine en zit vaak in lightproducten. 
De geestelijke achterstand treedt (voor zover nu bekend) dan niet op. PKU-patiënten krijgen wel aanvullende aminozuurpreparaten en staan levenslang onder controle van een diëtist.

### Nederland
Sinds 1974 wordt in Nederland de hielprik uitgevoerd. Alle pasgeboren baby's dienen op hun 5e levensdag op deze aandoening te worden gescreend door middel van deze hielprik.
De Nederlandse Phenylketonurie Vereniging heeft samen met het Academisch Medisch Centrum  een app ontwikkeld, de "Eiwitkenner", die gebruikt kan worden om de dagelijkse eiwit-inname te registeren en eventueel te delen met de diëtist.